# Ni no Kuni II: Revenant Kingdom
Ni no Kuni II: Revenant Kingdom (яп. 二ノ国II レヴァナントキングダム Ни но Куни Рэвананто Кингудаму) — ролевая экшн игра разработанная Level-5 и выпускаемая Bandai Namco Entertainment. Игра является продолжением Ni no Kuni: Wrath of the White Witch, релиз второй части состоялся 23 марта 2018 г. для Windows и PlayStation 4.
История повествует о Эване Дорисфане Няндале (в англоязычной локализации: Evan Pettiwhisker Tildrum), наследнике трона Коронелла (Ding Dong Dell), изгнанном из родного королевства во время государственного переворота. Совместно с Роландом Крейном (Roland Crane), невольным путешественником между мирами, Эван решает основать новое королевство и объединить весь мир для борьбы с надвигающейся опасностью.

## Игровой процесс
Ni no Kuni II: Revenant Kingdom — ролевая игра от третьего лица, в которой игроки выполняют квесты — сюжетные задания и цели, раскрывающие историю. Вне квестов игроки могут свободно перемещаться по открытому миру, где они будут исследовать города, деревни, подземелья и другие опасные места, разбросанные по всей карте. Покинув локацию, игроки попадают на мировую карту, которая служит для выбора пункта назначения, и представляет собой диораму, а персонажи изображаются в стилистике тиби.
Когда игроки сталкиваются с врагами, они переходят в режим боя. Сражения проходят на открытом поле битвы, позволяя игрокам свободно перемещаться по окрестностям. Во время сражений игрок управляет одним союзных персонажей в команде; команда состоит из трёх выбранных персонажей, между которыми можно переключаться в любой момент во время сражения. Два других персонажа, которыми игрок не управляет, сражаются самостоятельно. Чтобы сражаться с врагами, игрок должен использовать атаку ближнего боя, магию и фуняш. Фуняши — маленькие существа, представленные в различных формах, олицетворяя один из шести элементов, каждый из которых имеет свои сильные стороны. Игрок одновременно может иметь до 4-х в команде.
В Revenant Kingdom игроки могут строить и управлять королевством Эвана, уделяя особое внимание расположению рабочих мест в городе, чтобы предоставить материалы и магазины, например, для оружия и брони.

## Краткий обзор

### Описание
События в Revenant Kingdom происходят спустя сотню лет после Ni no Kuni: Wrath of the White Witch. Сюжет начинается в королевстве Коронелл (Ding Dong Dell), в котором обитают сильвестросы (раса антропоморфных котов, англ. Grimalkin) и раттусы (раса мышей, англ. Mousekin), враждующие с давних времён. Королевством управляет династия Няндалов (Tildrum), с его нынешним наследником Эваном, готовившимся принять трон после неожиданной кончины его отца Леопольда.
Помимо Коронелла существуют ещё три королевства:
- Лай Дзинь (Goldpaw), ориентированный на азартных играх и туризме, которым управляет Dogfolk;
- Атлантос (Hydropolis), уединённая морская нация где обитают мерфолки и люди;
- Гранд Фактория (Broadleaf) — трудолюбивая, высоко продвинутая нация, сформированная корпорацией, которая стала достаточно большой, чтобы стать независимой.

У правителя каждой страны есть связь с мощным существом, известным как Кингмейкер. Сама связь известна как Кингсбонд, и служит доказательством авторитета, а также защищает страну и её население от вреда. Связь между правителем и его Кинмейкером может быть разорвана только тогда, когда правитель умирает, либо в случае кражи, что возможно только тогда, когда поддержка их подданных колеблется.
Двумя основными действующими лицами являются Эван Петтивичер Тильдрум, ребёнок и законный наследник Ding Dong Dell, и Роланд Крейн, президент из неназванной нации Земли, который перешёл в мир Ni no Kuni в более молодой форме и становится другом и верным компаньоном Эвана. В партию также входит Тани, девушка, того же возраста, что Эван, и её отец Бату, один из небесных пиратов, Леандер, молодой человек, который является советником королевы Нереи из Гидрополиса и Брэкен Медоуз, молодая женщина — главным инженером и один из основателей Broadleaf.

### Сюжет
Игра начинается с Роланда, который видит ракету летящую в город, после чего следует взрыв. Далее, показывают Роланда заваленного обломками, как вдруг вокруг него появляется синее сияние и он исчезает. Снова появляется уже перед Эваном в Коронелле, только помолодевшем, в это время Крысолеон (Mausinger), советник покойного отца Эвана совершает переворот. Когда они убегают, они узнают, что Крысолеон отравил короля и намерен убить Эвана, чтобы взять на себя управление королевством. Эван и Роланд спасаются из Коронелла, а Эван обещает, что создаст новое королевство, в котором каждый может быть счастлив и свободен. По мере того как он приближается к своей мечте, он встречается с таинственным мальчиком своего возраста во снах, который становится его доверенным лицом.
Учитывая это, Эван и Роланд отправляются в Каньон Cloudcoil, чтобы добраться до Колыбели Королей, дабы найти себе Кингмейкера. Там к ним присоединяется группа небесных пиратов, их босс Зоран и его дочь Шанти (Tani), которые помогают им добраться до святилища, в котором Эван проходит испытание, чтобы установить связь с новым Кингмейкером. После успеха к Эван присоединился крошечный Лофти, его новый Кингмейкер. После поселения в невостребованной равнине Роланд поручает Эвану установить контакт с соседним королевством: Золотая лоза, где они узнают, что правитель Голдпоу, мастер Пагнаций, использует обманывает азартной игрой, чтобы эксплуатировать население. Когда Пагнакиус уходит из команды, его Кингсбонд раскрывается таинственным человеком по имени Долоран. Позднее партия узнает, что Долоран когда-то был королём из давно потерянного Королевства, которое исчезло за один день. Несмотря на свои ошибки, Пугнакиус сохраняет поддержку своего народа, так как он просто манипулировал Долораном, чтобы тот выполнял его приказания.
Вернувшись к своему поселению, компания вместе с пиратами и иммигрантами из других стран создала нацию Evermore. Чтобы планировать свой следующий шаг, Эван и другие ищут знания в библиотеке Голдпоу, где они узнают о Фердинанде, древнем короле, который когда-то объединил царства всего мира через «Декларацию взаимозависимости», которая вдохновляет Эвана сделать то же самое. Убедив Пугнациуса подписать декларацию, Эван и другие отправились в Гиполиполис, где они не смогли помешать Долорану украсть Кингсбонда королевы Нереи, но убеждают её подписать декларацию, а Леандер соглашается присоединиться к партии, чтобы остановить планы Долорана. Аналогичная ситуация имеет место в Бродлифе, где Долоран крадёт Кингсбонд от президента Zip Vector, который также соглашается подписать декларацию впоследствии, а к партии присоединился Бракен.
Вернувшись в Эвермор, Роланд временно уходит и отправляется в Дин Донг Делл, где он притворяется преданностью Маузингеру, чтобы получить Знак Королей, важный артефакт, принадлежащий королевской семье. После возвращения Роланда на вечеринку у них есть аудитория с Маузингер, чтобы обменять Марка Королей на его сотрудничество, но вместо этого он атакует их. По случаю Долоран использует конфликт, чтобы украсть Кингсбонд Маузингера и показывает, что он искал советника Маузингера, Вермине, поручив ему превратить Маузингера в агана отца Эвана. Вместо того, чтобы награждать Верминов за свои услуги, Долоран вместо этого похищает свою душу и убегает. Понимая свои ошибки, реформы Маузингера, и соглашается относиться ко всем гражданам в Дин Донг Делл в равной степени и подписывать декларацию.
С четырьмя Кингсбондами, которыми он владеет, Долоран начинает ритуал, чтобы вернуть своего собственного Кингсмейкера «Рогатый», воровавшего души людей во всем мире в этом процессе. В ответ, партия возвращается в библиотеку Голдпоу, где они находят подсказки о «Морнстаре», легендарном мече, способном уничтожить Рогатого. После того, как Морнстар воссоздан и передан Эвану, армии пяти стран начнут атаку на Рогатого, чтобы позволить партии дойти до Долорана. Перед лицом партии Долоран показывает, что Роланд является его сожителем с Земли, и если один из них умрёт, другой погибнет. Он также показывает, что его истинное намерение состоит не только в том, чтобы возродить его потерянное королевство, но и восстановить своего бывшего Кингсмейкера и любовника Алисандры, которая была превращена в Рогатого, потому что она бросила вызов богам, любя его. Затем Долоран спрашивает Роланда, чья нация на Земле была уничтожена войной, чтобы присоединиться к его стороне, но он отказывается, и партия побеждает Долорана в битве.
Вскоре после этого Рогатый проявляет себя и убит партией. Дух Алисандры предстаёт перед Долораном и показывает, что она фактически пыталась пережить свои силы, чтобы жить рядом с ним, но тем самым эти силы превратили её в Рогатого и отправились в загробную жизнь. Затем Эван убеждает Долорана начать заново и воссоздать своё королевство с нуля. Вернувшись в Эвермор, Эван и короли других крупных стран празднуют победу со своими подданными, но Роланд отправляется домой, имея последнюю встречу с Эваном перед отъездом. В другой встрече с таинственным мальчиком Эван обнаруживает, что он действительно разговаривал с Фердинандом во сне, который не был королём из прошлого, но вместо этого его сын и преемник, который предоставил ключи для партии через библиотекаря Голдпоу, Бодди, который на самом деле является прорицателем. Много лет спустя Фердинанд берёт на себя трон своего отца и выполняет мечту Эвана объединить все страны в мире. В пост-титры Роланд, в своеобразный возраст, продвигается вперёд в своей миссии объединить все страны Земли, вдохновлённые его поездками с Эваном.

## Разработка
Игра была анонсирована во время PlayStation Experience в декабре 2015 года. Eurogamer описали это как главное событие. В отличие от первой игры, которая была совместной с Studio Ghibli, сиквел создан без их участия. Несмотря на это, бывшие дизайнер персонажей из студии Ghibli Ёсиюки Момосэ и музыкальный композитор Дзё Хисаиси, оба из которых работали над первой частью Wrath of the White Witch, сыграли свою роль в создании игры. Исполнительный директор Level-5 CEO Акихиро Хино сказал, что сиквел лучше дополнит оригинальную игру, если добавить более глубокие истории и улучшить визуальные эффектами. Персонаж Роланд был разработан, чтобы позволить более взрослым игрокам проникнуться историей, благодаря его возрасту. «Higgledies» были введены для обновления боевой системы.
Выпуск откладывался дважды, несмотря на это игра была выпущена для Microsoft Windows и PlayStation 4 23 марта 2018 года. . Помимо стандартной версии игры, игроки могут также приобрести три различных дополнения. Дополнение Day One включает в себя загружаемый контент Special Sword, в котором представлено 5 новых видов оружия. Premium издании есть специальный DLC Special Sword, комплект для papercraft, оригинальный саундтрек к игре и DLC Dragon’s Tooth. Коллекционное издание включает в себя контент Premium издания, документальный фильм, художественную книгу, зеркало, плюшевую игрушку, витрину и серию. 6 июня 2018 года был выпущен саундтрек, в котором были представлены выступления и выступления Хисаиши Токийским филармоническим оркестром.
В ответ на критику относительно слишком простой игры в июне 2018 года было выпущено обновление с добавлением двух новых режимов сложности. В игре будут добавлены пакеты с загружаемым контентом (DLC), первый из которых будет выпущен 9 августа 2018 года. Планируются ещё два, в которых добавят новых врагов, квесты и дополнительные части истории.

## Оценки прессы
| Сводный рейтинг       | Сводный рейтинг          |
| Агрегатор             | Оценка                   |
| --------------------- | ------------------------ |
| GameRankings          | 86,30 %                  |
| Metacritic            | (PS4) 85/100 (PC) 81/100 |
| Иноязычные издания    |                          |
| Издание               | Оценка                   |
| Destructoid           | 7,5/10                   |
| EGM                   | 8,5/10                   |
| Famitsu               | 38/40                    |
| Game Informer         | 8/10                     |
| GameRevolution        | [ 23 ]                   |
| GameSpot              | 8/10                     |
| GamesRadar+           | [ 25 ]                   |
| IGN                   | 7,8/10                   |
| PC Gamer (US)         | 9/10                     |
| Polygon               | 9/10                     |
| Русскоязычные издания |                          |
| Издание               | Оценка                   |
| «Игры Mail.ru»        | 9,5/10                   |

Ni no Kuni II: Revenant Kingdom получила в основном позитивные отзывы согласно сайту-агрегатору Metacritic.

### Продажи
По данным на май 2018, Ni no Kuni II: Revenant Kingdom разошлась тиражом более 900 000 копий по всему миру.
Летом 2018 года, благодаря уязвимости в защите Steam Web API, стало известно, что точное количество пользователей сервиса Steam, которые играли в игру хотя бы один раз, составляет 124 778 человек.

### Награды
| Year | Award               | Category                               | Result    | Ref           |
| ---- | ------------------- | -------------------------------------- | --------- | ------------- |
| 2017 | Game Critics Awards | Лучшая ролевая игра                    | Победа    | [ 32 ]        |
| 2017 | Gamescom            | Best Booth Award                       | Номинация | [ 33 ] [ 34 ] |
| 2017 | Gamescom            | Лучшая консольная игра (PlayStation 4) | Номинация | [ 33 ] [ 34 ] |
| 2017 | Gamescom            | Лучшая RPG игра                        | Победа    | [ 33 ] [ 34 ] |
| 2017 | Gamescom            | Лучшая семейная игра                   | Номинация | [ 33 ] [ 34 ] |